# The Sound of Magic
The Sound of Magic (안나라수마나라?, AnnarasumanaraLR; lett. "Abracadabra") è una serie televisiva sudcoreana distribuita da Netflix il 6 maggio 2022, tratta dal webtoon Annarasumanara di Ha Il-kwon.

## Trama
Yoon Ah-yi, una studentessa povera che frequenta il liceo Sewoon, ha smesso di credere nella magia quando era piccola e desidera diventare adulta il prima possibile per sfuggire allo stress. Un giorno incontra Ri Eul, un sedicente mago che desidera restare per sempre bambino e vive in un parco divertimenti abbandonato, e diventa sua allieva, ritornando a credere nella magia e a inseguire i propri sogni.

## Personaggi e interpreti
- Ri Eul/Ryu Min-hyuk, interpretato da Ji Chang-wook
- Yoon Ah-yi, interpretata da Choi Sung-eun
- Na Il-deung, interpretato da Hwang In-youp

## Riconoscimenti
- APAN Star Award[4]
  - 2022 – Premio stella globale a Ji Chang-wook